# 二人の子どもフランス漫遊記
『二人の子どもフランス漫遊記』（ふたりのこどもふらんすまんゆうき、仏語France tour détour deux enfants、「フランス 一回り 回り道 二人 子どもたち」の意）は、監督・脚本ジャン＝リュック・ゴダール、アンヌ＝マリー・ミエヴィルによる、1977年 - 1978年製作のフランスのテレビドキュメンタリー映画である。

## 概要
1973年、住み慣れたパリからグルノーブルに移住したゴダールとミエヴィルは、映画会社「ソニマージュ」を設立、「ジガ・ヴェルトフ集団」時代に『万事快調』（1972年）を製作した若手プロデューサーのジャン＝ピエール・ラッサムの資金調達のもと、『パート2』（1975年）、『ヒア & ゼア こことよそ』（1976年）と『うまくいってる?』（1978年）映画を製作した。『パート2』以外は、ゴダール＝ミエヴィルの共同監督作品である。
ゴダール＝ミエヴィルは、グルノーブルのソニマージュ時代に、上記のほかに、フランス国立視聴覚研究所（INA）との共同製作で、テレビ局「アンテーヌ2」向け、ベータカム撮影による2本のテレビ映画製作を行なった。第一作が『6x2』（1976年）で、初めての全編ベータカムによるビデオ撮影であった。本作はその第二弾で、やはり『6x2』のように「2本が対」になり、6セットのスタイルで構成された。この「2本が対」のスタイルは、10年後に始まる『ゴダールの映画史』（1988年 - 1998年）でもその後、踏襲されることとなる。
『France tour détour deux enfants』という原題を『二人の子どもフランス漫遊記』と訳すのはこなれ過ぎで、実際はぶつぶつと切られた単語の並びである。オープニングタイトルでは、
　FRANCE
　TOUR
DÉTOUR
　DEUX
　ENFANTS
という形で黒味画面の上に並んでいる。détourが唐突に挿入されているという形であり、この語は当時ゴダールの傾倒するアンリ・ベルクソンらの用いたフランス現代思想用語でもある。本作は、G・ブリュノの名作『Le Tour de la France par deux enfants（二人の子どもたちによるフランス一周）』（1877年、ISBN 2701100429）を緩く原作にしているのだが、détourを挿入することで、19世紀から現代へ脱構築することをゴダール＝ミエヴィルは目論んだのだ。
撮影のウィリアム・リュプチャンスキーとドミニク・シャピュイは、ゴダール＝ミエヴィルの前作『6x2』からの連投。フィリップ・ロニは基本的には演出畑の人間で、1990年代には短篇映画を演出したりテレビ映画の脚本を執筆している。ピエール・バンジェリはこのあとも、『ゴダールのリア王』（1987年）のスピンアウト作で、ウディ・アレンへのゴダールによる出演交渉を収録した、ゴダール監督の短篇ビデオ映画『ウディ・アレン会見』（1986年）のカメラマンをつとめている。
本作のあと、既述の『うまくいってる?』を撮り、1979年、ゴダール＝ミエヴィルはグルノーブルをあとにし、スイス・レマン湖畔のヴォー州ロールへと移住、商業映画復帰第一作『勝手に逃げろ/人生』（1979年）にとりくむことになる。1973年から1979年までの6年間は、1967年8月の「商業映画からの決別宣言」から1972年10月の「ジガ・ヴェルトフ集団」解散までのいわゆる「ゴダールの政治の時代」とは区別され、「ゴダール＝ミエヴィルの共同監督時代」であり、「ビデオ映画の時代」であり、なによりも「ソニマージュ（音響と映像の対等な融合）の時代」なのである。もちろんグルノーブルでつちかったことは、その後、『ゴダールの映画史』を頂点とするビデオ映画のかずかずの作品に結実していく。

## 構成
下記のような構成である。各話26分、1977年から1978年までの全12回、フランスのテレビ局アンテーヌ2（Antenne 2）で放映された。
| 回     | 小題                | 原題         | 原題                           |
| ------ | ------------------- | ------------ | ------------------------------ |
| 運動 1 | 暗部 / 化学         | Mouvement 1  | Obscur / Chimie                |
| 運動 2 | 光 / 物理           | Mouvement 2  | Lumière / Physique             |
| 運動 3 | 既知 / 幾何 / 地理  | Mouvement 3  | Connu / Géométrie / Géographie |
| 運動 4 | 未知 / 技術         | Mouvement 4  | Inconnu / Technique            |
| 運動 5 | 印象 / 聞き取り     | Mouvement 5  | Impression / Dictée            |
| 運動 6 | 表現 / 国語（仏語） | Mouvement 6  | Expression / Français          |
| 運動 7 | 暴力 / 文法         | Mouvement 7  | Violence / Grammaire           |
| 運動 8 | 無秩序 / 計算       | Mouvement 8  | Désordre / Calcul              |
| 運動 9 | 権力 / 音楽         | Mouvement 9  | Pouvoir / Musique              |
| 運動10 | 小説 / 経済         | Mouvement 10 | Roman / Economie               |
| 運動11 | 現実 / 論理         | Mouvement 11 | Réalité / Logique              |
| 運動12 | 夢 / 道徳           | Mouvement 12 | Rêve / Morale                  |
毎回、ビデオカメラやマイクを構える男の子、あるいは女の子のカットでタイトルが始まる。どちらかの子どもの着替えなどの日常的な基本動作をスローモーションや静止画像で見せ（コーナータイトル「テレヴィジオン Télévision」）、つぎに、「ロベール・リナール」という名のゴダールが、その子どもに、哲学的な概念、あるいは社会学的なそれ、といった抽象的で答えにくい質問をするが、チャールズ・シュルツの『ピーナッツ』の世界のように、おとなであるゴダールは姿を見せない（同「真実 Vérité」）。つぎに、男女ふたりのキャスターが、討論をする（同「物語＝歴史 Histoire」）。そしてどちらかのキャスターが締めくくる。それで終わる場合もあれば、子どもの映像が入る場合もある。これが毎回の構成である。12の「運動」が、「運動1」と「運動2」（暗部と光）、「運動3」と「運動4」（既知と未知）、…のように二話ずつ6つの対になっている。

## スタッフ
- 監督　ジャン＝リュック・ゴダール、アンヌ＝マリー・ミエヴィル
- 原作　G・ブリュノ『Le Tour de la France par deux enfants（二人の子どもたちによるフランス一周）』（1877年、ISBN 2701100429）
- 脚本　ジャン＝リュック・ゴダール、アンヌ＝マリー・ミエヴィル
- 撮影　ウィリアム・リュプチャンスキー、ドミニク・シャピュイ、フィリップ・ロニ、ピエール・バンジェリ
- 編集　ジャン＝リュック・ゴダール、アンヌ＝マリー・ミエヴィル
- 製作会社　フランス国立視聴覚研究所（INA、パリ）、ソニマージュ（グルノーブル）

## キャスト
- アルノー・マルタン（男の子）
- カミーユ・ヴィロロー（女の子）
- ベティ・ベール（女性キャスター）
- アルベール・ドレー（男性キャスター）
- ジャン＝リュック・ゴダール（ロベール・リナール）